# Karan Casey

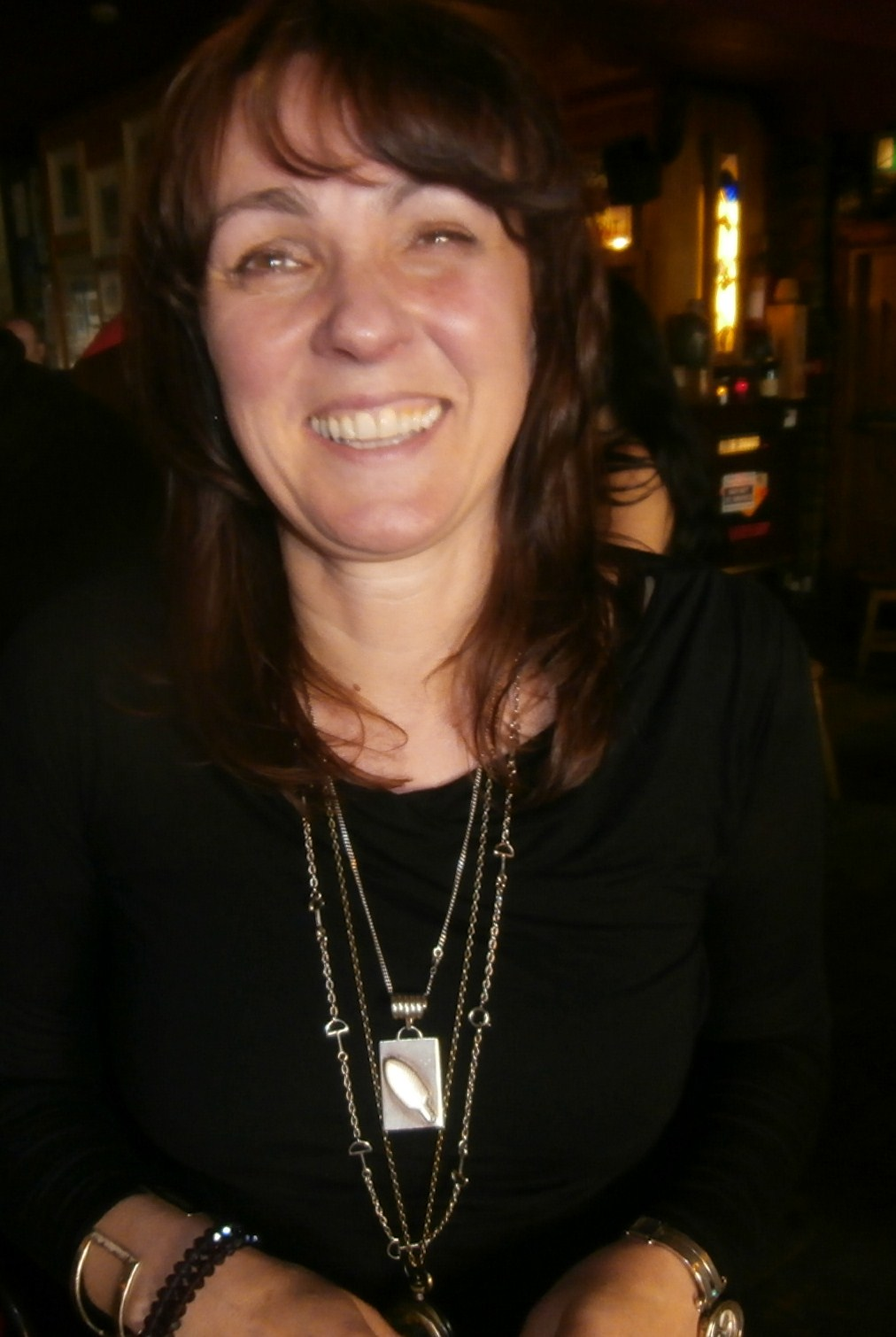
Karan Casey

Karan Casey (Waterford, 1969) is een Ierse zangeres.
In 1996 was zij betrokken bij de oprichting van de traditionele folkband Solas samen met onder anderen Seamus Egan. In 1998 verliet zij deze groep en begon eerst een solo-loopbaan. Later vormde ze haar eigen band (The Karan Casey Band) met Tommy O’Sullivan (gitaar) en haar zwager Caoimhin Vallely (piano). Karan is de vrouw van Niall Vallely, die concertinaspeler is in de band Nomos en sinds 2004 optreedt met zijn eigen groep Buille met Paul Meehan en zijn broer Caoimhin Vallely.

## Discografie
- Songlines (1997)
- Seal Maiden: A Celtic Musical (2000)
- The Winds Begin to Sing (2001)
- Distant Shore (2003)
- Chasing the Sun (2005)
- Ships in the Forest (2008)
- Exiles Return (2010)
- Two More Hours (2014)
- Hieroglyphs That Tell the Tale (2018)